# Karl Heinz Schröder (Verleger)

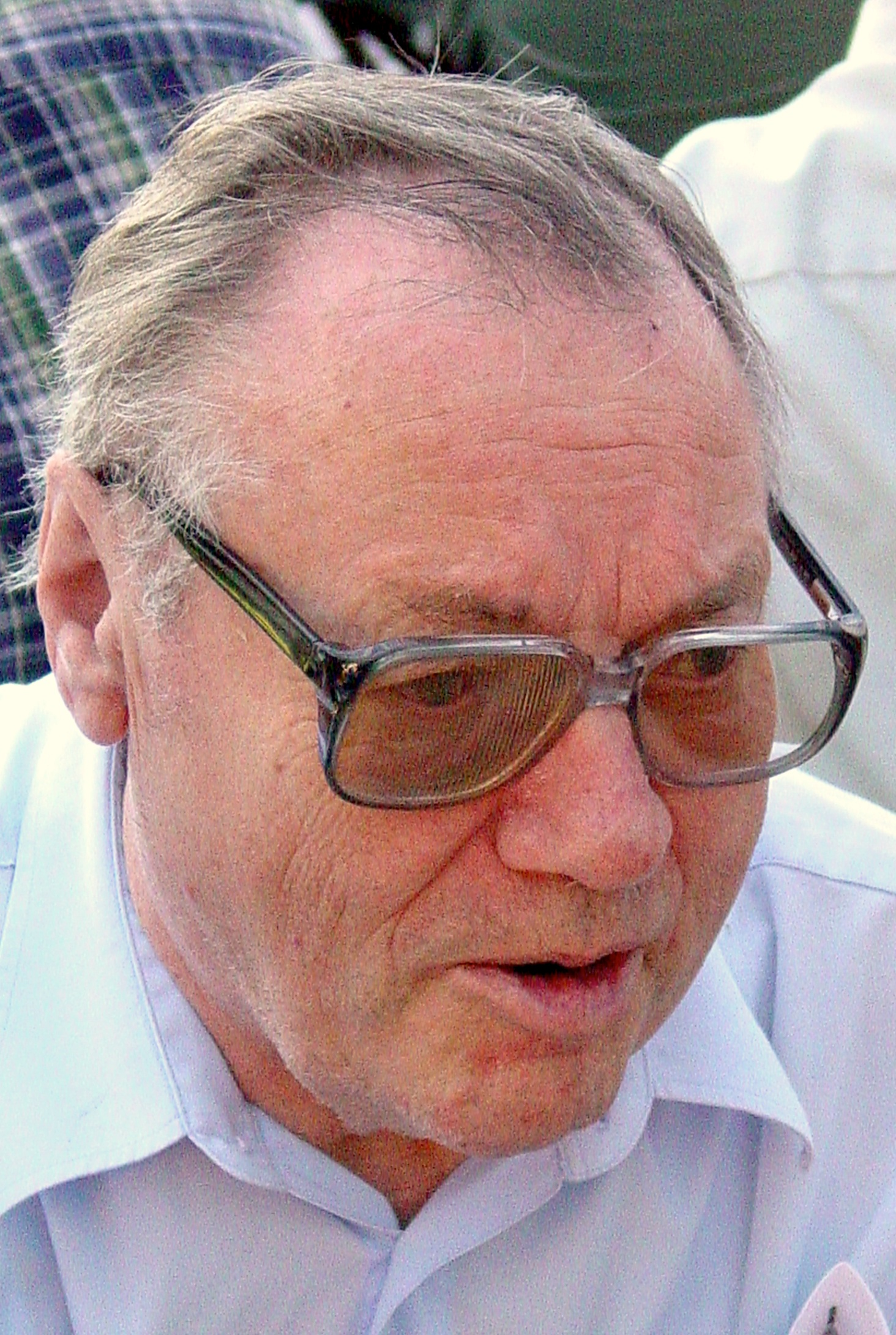
Karl Heinz Schröder (2002).

Karl Heinz Schröder (* 19. Dezember 1929 in Remscheid; † 6. Juni 2008 in Leverkusen) war ein deutscher Verleger und Parteifunktionär der DKP.

## Leben
Aus einer Arbeiterfamilie stammend, erlernte er den Beruf eines Schlossers und schloss sich nach der Befreiung vom Nationalsozialismus der IG Metall, der FDJ und der KPD an. 
Von 1951 bis 1968 war Schröder der Organisator der westdeutschen Delegationen zu den Weltfestspielen der Jugend und Studenten. In dieser Zeit gehörte er als Vertreter des Zentralbüros der verbotenen FDJ zum Leitungsgremium des WBDJ. Er wurde dadurch zum Initiator und ersten Vorsitzenden des Arbeitskreises Festival.
Als einer der Organisatoren der Jugendarbeit der KPD wurde er zum Gründer des Weltkreis-Verlags und Herausgeber der Jugendzeitschrift elan bis 1971.
1968 gehörte er zu den Mitbegründern der DKP. Als Sekretär und Mitglied des Präsidiums war er ab 1969 der Verantwortliche für die internationalen Beziehungen seiner Partei.
Er starb am 6. Juni 2008 an den Folgen eines schweren Schlaganfalls.

## Schriften
- 1987: 1933 bis 1945 Widerstand und Verfolgung in Mülheim an der Ruhr.
- 2007: Geschichte der Weltfestspiele